# 토머스 색빌

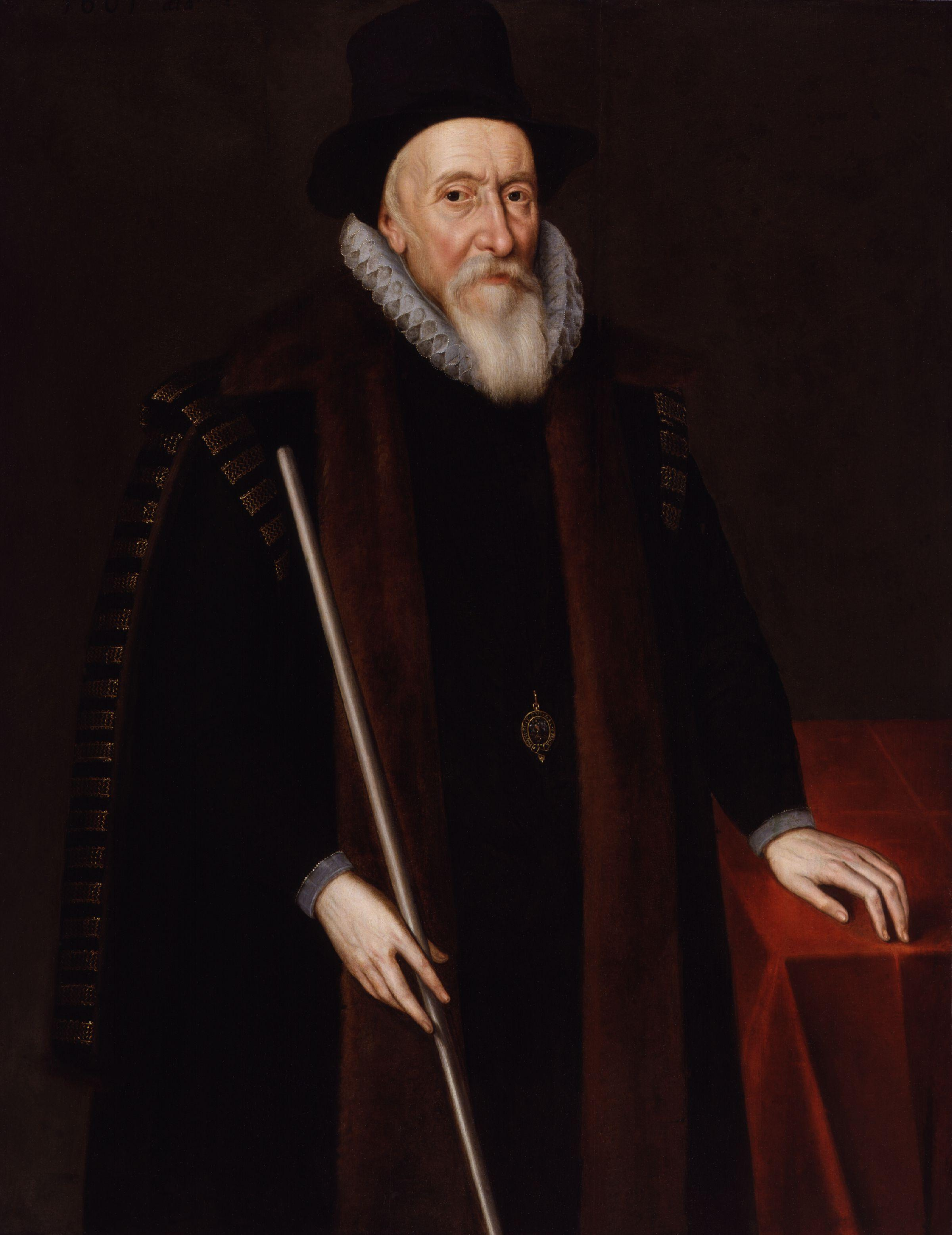

토머스 색빌(Thomas Sackville, 1536년 ~ 1608년 4월 19일)은 잉글랜드의 시인, 극작가이다. 리처드 색빌(Richard Sackville) 경의 외아들로 태어났으며, 엘리자베스 여왕의 어머니인 앤 불린과 친척 관계였다.
옥스퍼드와 케임브리지에서 공부하고 이너 템플에서 법학을 공부했다. 1558년 변호사 자격을 얻었으며 같은 해 하원의원이 되었다. 1563년경 이탈리아로 긴 여행길에 올랐으며, 1566년 아버지의 부음을 듣고 귀국했다. 이듬해 버커스트 남작 작위(Baron of Buckhurst)를 받았으며, 그 뒤에도 정부 관직을 떠나지 않아 1585년 추밀원 고문관이 되었으며, 1587년엔 프랑스에 대사로 파견되기도 했고, 옥스퍼드대학교 총장(Chancellor, 1591)과 재상(Lord High Treasurer, 1599) 등을 지냈다. 1603년 엘리자베스 여왕 서거 후 제임스 1세가 왕위에 오르고서 그를 다시 재상으로 임명했다. 1567년 기사 작위와 남작 작위를, 1604년에 백작 작위(Earl of Dorset)를 받지만, 그로부터 얼마 지나지 않은 1608년 뇌졸중으로 갑작스레 사망했다. 색빌은 엘리자베스 시대의 시와 희곡을 발전시키는 데 중요한 몫을 한 시집 ≪군주를 위한 거울(A Mirror for Magistrates)≫(1563)의 일부를 저술하면서 문필가로서 이미 명성을 떨치고 있었다. 그래서인지 일부 학자들은 ＜고보덕＞이 색빌의 단독 작품이라고 주장하기도 한다.